# Orthotrichum firmum
Orthotrichum firmum är en bladmossart som beskrevs av Gustavo Venturi 1872. Orthotrichum firmum ingår i släktet hättemossor, och familjen Orthotrichaceae. Inga underarter finns listade i Catalogue of Life.